# 布罗德曼46区
布罗德曼46区（英文： Brodmann area 46），简称BA46，是大脑皮质的额叶的一个细胞结构分区。BA46在后侧毗邻布罗德曼45区，在前侧毗邻布罗德曼10区，它的背侧与布罗德曼9区相邻。

## 结构
在人脑中，布罗德曼46区的位置大约包括额中回的中间三分之一和额下回的最前侧的一部分。BA46大致对应于背外侧前额叶（Dorsolateral prefrontal cortex, DLPFC），但是DLPFC也包括布罗德曼9区的一部分。

## 功能
BA46已知最重要的功能是工作记忆（即短时记忆）和维持注意力。

## 临床
BA46的损伤可导致工作记忆的缺陷和无法抑制无关动作的症状。这种损伤也可导致对判断某事物与当前任务是否相关的能力的丧失，以及头脑组织能力的丧失。